# 肥洞站
肥洞站（：／ Bidong yeok */?）是嶺東線沿線的一座鐵路車站，位於韓國庆尚北道奉化郡小川面汾川里。

## 历史
- 2013年4月12日：落成使用[1]。
- 2020年8月19日：東海聖誕列車（朝鲜语：동해산타열차）開始行駛。
- 2022年8月15日：東海聖誕列車及白頭大幹峽谷列車（朝鲜语：백두대간협곡열차）停止停靠本站。

## 相鄰車站
韓國鐵道公社
嶺東線
汾川－肥洞－兩元